# Gerhard Weissenbacher
Gerhard Weissenbacher (* 1941 in Wien) ist ein österreichischer Maler und Kunsterzieher und der Verfasser eines zweibändigen Standardwerks über die Baugeschichte des Wiener Bezirks Hietzing.

## Leben
Gerhard Weissenbacher ist der Sohn des Malers Alois Weissenbacher. Nach der 1961 abgelegten Matura am Bundesrealgymnasium Wien XV studierte er von 1961 bis 1966 an der Akademie der bildenden Künste Wien bei Josef Dobrowsky, Herbert Boeckl und Max Weiler; gleichzeitig studierte er Kunstgeschichte und Geschichte an der Universität Wien. 1966 legte er die Lehramtsprüfung für Kunsterziehung und Geschichte ab und erwarb sein Diplom als akademischer Maler. Von 1966 bis 2001 arbeitete Weissenbacher als AHS-Lehrer und verbrachte einen längeren Aufenthalt in Westafrika (Liberia). Zudem lebte er zwischen 1978 und 1979 in Paris. 1982 begann Weissenbacher seine langjährige Forschungsarbeit über die Architekturentwicklung des 13. Wiener Bezirkes, die in der Herausgabe der beiden Bände „In Hietzing gebaut. Geschichte und Architektur eines Wiener Gemeindebezirkes“ mündete.
2002 wurde ihm das Goldene Ehrenzeichen für Verdienste um die Republik Österreich verliehen.
Künstlerische Arbeiten Weissenbachers sind im Besitz der Albertina, des Bundesministeriums für Bildung, Wissenschaft und Kultur, der Niederösterreichischen Landesregierung, der Staatlichen Galerie des Fürstentums Liechtenstein und privater Sammlungen.